# 太陽物理学の年表
太陽物理学の年表は太陽活動に関するトピックスの年表である．
- 1613年：ガリレオ・ガリレイが太陽の自転周期を太陽黒点を使って観測する。
- 1619年：ヨハネス・ケプラーが彗星の尾の方向の変化から太陽風の存在を推定する。
- 1802年：ウイリアム・ウォラストンが太陽光のスペクトルに暗線を観測した。
- 1814年：ヨゼフ・フォン・フラウンホーファーが太陽光のスペクトルの暗線を研究する。
- 1834年：ヘルマン・ヘルムホルツが太陽のエネルギー源が重力の効果であると提案する。
- 1843年：ハインリッヒ・シュワーベが黒点の発生数の増減に10年ほどの周期のあることを発見する（太陽活動周期）。
- 1852年：エドワード・サビーンが黒点の数と地磁気の変動に相関のあることを示す。
- 1859年：リチャード・キャリントンが太陽フレアを観測する。
- 1860年：グスタフ・キルヒホフとロベルト・ブンゼンが太陽の暗線が、太陽の元素による吸収スペクトルであることを示す。
- 1861年：グスタフ・シュペーラーが太陽黒点の発生する緯度の変化に周期性のあることを発見する。シュペーラーの法則。
- 1863年：リチャード・キャリントンが太陽の自転の差動回転を発見する。
- 1868年：ピエール・ジャンサンとノーマン・ロッキャーが太陽光スペクトルの中にそれまで知られていなかった元素ヘリウムのスペクトルを発見した。
- 1893年：エドワード・マウンダーが、1645年から1715年の黒点の出現頻度低い時代があった事を発見する。（マウンダー極小期）
- 1904年：エドワード・マウンダーが黒点の周期性をしめす蝶型図を示す。
- 1906年：カール・シュヴァルツシルトが太陽面の明るさが、中心から周辺に向かうにつれて減る周縁減光を説明する。
- 1908年：ジョージ・ヘールが黒点からのスペクトルがゼーマン効果で分離していることを発見し、磁場のある事を示す。
- 1929年：ベルナール・リヨが、コロナグラフを発明し、日食時でなくても太陽コロナの観測を可能とした。
- 1942年：ジェームス・ヘイが太陽からの電波を検出する。
- 1949年：ハーバート・フリードマンが太陽からのX線を検出する。
- 1960年：ロバート・B・レイトン、Robert Noyes, George Simonが暗線のドップラーシフトから太陽の5分周期の振動を発見する。
- 1961年：ホーレス・バブコックが magnetic coiling sunspot theoryを提案する。